# Steven Van Broeckhoven
Steven Van Broeckhoven (Lommel, 27 september 1985) is een Belgisch windsurfer, voornamelijk gespecialiseerd in freestyle. In 2011 werd hij wereldkampioen freestyle en in 2009, 2010, 2013, 2014, 2016 Europees kampioen.
In 2017 was hij ook actief bezig met de nieuwe windsurfdiscipline windfoilen (windsurfen op een hydrofoil), race en freestyle. In 2020 werd hij vicewereldkampioen foil freestyle. 

## Training
Van Broeckhoven surfte voor het eerst op de De Vossemeren in Lommel, maar eens hij het windsurfen onder de knie had, begon hij te trainen op het Grevelingenmeer. Tegenwoordig traint hij in plaatsen als Tarifa, Kaapstad en Bonaire, maar beschouwt het Grevelingenmeer nog steeds als zijn thuisbasis.

## Belangrijkste prestaties
2006
- 1ste BK Freestyle Men
- 1ste overall "Sultans of Surf Marokko" Men
- 4de Pro Kids Bonaire Men

2007
- 1ste Overall "O'Neill The Crowning"
- 1ste NK Freestyle Try Out Men
- 1ste BK Freestyle Men
- 1ste TWF (Tarifa-Spain)

2008
- 1ste NK Freestyle men
- 1ste Overall "O'Neill The Crowning 2"
- 4de EFPT Overall[2]

2009
- 1ste EFPT Overall[3]
- 4de PWA (Worldcup) Sotavento Fuerteventura
- 6de PWA Costa Teguise, Lanzarote

2010
- 1ste EFPT Overall[4]
- 2de PWA/EFPT Surf Worldcup Podersdorf, Austria
- 2de PWA Super Grand Slam, Colgate World Cup Sylt, Germany[5]
- 3de PWA Freestyle Grand Slam, Sotavento
- 3de PWA Grand Slam, Sotavento Fuerteventura

2011
- 1ste PWA Surf Worldcup Podersdorf, Austria
- 1ste PWA Hi-Winds Grand Slams Pro-Am, Aruba
- 1ste PWA Grand Slam, Sotavento Fuerteventura
- 2011 wereldkampioen Freestyle

2012
- 2de PWA Grand Slam, Sotavento Fuerteventura
- 3de Overall PWA freestyle

2013
- 3de PWA Grand Slam, Sotavento Fuerteventura
- 2de PWA DamX Brouwersdam
- 2de PWA windsurfworldcup Sylt
- Vicewereldkampioen PWA Freestyle
- 1ste EFPT Russia
- 1ste EFPT France
- EFPT Europees kampioen

2014
- 3de PWA Grand Slam, Sotavento Fuerteventura
- 3de PWA Windsurfworldcup Sylt
- Vicewereldkampioen PWA Freestyle
- 1ste EFPT Austria
- EFPT Europees kampioen

2015
- 1ste PWA Leucate France
- 1ste EFPT Lefkada Greece

2016
- 1ste EFPT Lanzarote
- 1ste EFPT Perna
- 1steEFPT Damx
- EFPT-Europees kampioen

2017
- 2de EFPT Lanzarote
- 22ste Overall PWA Foil

2018
- 1ste EFPT Sardinia
- 2de EFPT DamX
- EFPT vice-Europees kampioen
- 5de Overall Pwa Freestyle

2019
- 1ste PWA Grand Slam, Sotavento Fuerteventura
- 3de PWA Sylt Germany
- 3de EFPT Costa Brava
- 2de EFPT DamX
- 3de Overall EFPT Freestyle
- 3de Overall PWA Freestyle
- 18de Overall PWA Foil

2020
- Vicewereldkampioen Foil Freestyle
- 38ste IQfoil Europeans Silvaplana Swiss

## Erkenning
In 2009 werd Van Broeckhoven verkozen tot Rookie of the Year door de PWA en in 2011 won hij de Zilveren Laurier, wat staat voor Limburgs sportman van het jaar. Hiernaast werd hij ook verkozen als Yachtman van het jaar 2010 door het Koninklijk Belgisch Yachting Verbond. Op 4 mei 2011 behaalde Van Broeckhoven zijn eerste PWA-titel in Podersdof, Oostenrijk.